# Kormoran peruwiański
Kormoran peruwiański (Leucocarbo bougainvilliorum) – gatunek dużego ptaka z rodziny kormoranów (Phalacrocoracidae). Zamieszkuje wybrzeża Ameryki Południowej, głównie zachodnie. Gniazduje w olbrzymich koloniach, dawniej liczących czasami miliony ptaków. Żeruje w dużych stadach, często razem z głuptakami; poszukuje ławic ryb z dużej wysokości. Jest to gatunek monotypowy. Ptak ten był głównym „producentem” guana w Peru, w XIX wieku stanowiło ono główne źródło dochodów tego państwa i w wielkich ilościach było eksportowane do Ameryki Północnej i Europy.
WyglądNiebieskoczarny wierzch ciała i szyi, biały podbródek i spód ciała. Osobniki nielęgowe bardziej brązowe. U młodych spód nie tak czysto biały.
RozmiaryDługość ciała 71–76 cm; masa ciała samców 2100–3222 g.
Zasięg, środowiskoAmeryka Południowa – głównie wybrzeża Peru i Chile; niewielka, istniejąca od lat 60. XX wieku populacja także na wybrzeżu południowej Argentyny, jednak jest ona na granicy wymarcia. Poza sezonem lęgowym zasięg na północy sięga wybrzeży Ekwadoru, a sporadycznie Kolumbii. Gniazda buduje na wyspach i nielicznych stanowiskach śródlądowych. Podobnie jak inne endemiczne ptaki morskie w tym rejonie, w razie zmniejszania się zasobów pożywienia wędruje.
StatusW Czerwonej księdze gatunków zagrożonych Międzynarodowej Unii Ochrony Przyrody został zaliczony do kategorii NT (bliski zagrożenia) pod nazwą Leucocarbo bougainvilliorum. Nadmierna eksploatacja guana oraz przełowienie wód przez rybaków to główne przyczyny znacznego spadku liczebności populacji tego ptaka, dużym zagrożeniem jest także zjawisko pogodowe i oceaniczne o nazwie El Niño. W 1996 roku liczebność populacji w północno-środkowym Peru szacowano na 3,7 milionów osobników.